# Phaneta minimana
Phaneta minimana is een vlinder uit de familie van de bladrollers (Tortricidae). De wetenschappelijke naam van de soort is, als Semasia minimana, voor het eerst geldig gepubliceerd in 1879 door Thomas de Grey Walsingham. De combinatie in Phaneta werd door Powell in 1983 gemaakt.

## Type
- lectotype: "male. 3.IX.1871. genitalia slide no. 5740"
- instituut: BMNH, Londen, Engeland
- typelocatie: "USA, California, Siskiyou Co. Sheep Rock"

Lectotype is vastgelegd door Wright, 2010: 125.

## Andere combinaties
- Thiodia minimana Walsingham, 1879 door Fernald, 1903
- Eucosma minimana Walsingham, 1879 door Barnes & McDunnough, 1917